# Дамиан, Косме
Ко́сме Дамиа́н (порт. Cosme Damião; 2 ноября 1885, Лиссабон — 11 июня 1947, Синтра) — португальский футболист, полузащитник, тренер.

## Биография
Косме Дамиан родился 2 ноября 1885 года в Лиссабоне. Учился в школе «Каса Пиа». В возрасте 18 лет Дамиан, увлекавшийся игрой в футбол, вместе со своими друзьями решил организовать футбольную команду. Идея нашла своё воплощение через год, новую команду нарекли «Спорт Лисбоа», через 2 года команда слилась с клубом «Спорт Клуб де Бенфика» и стала выступать под названием «Спорт Лисбоа и Бенфика». Дамин всю карьеру провёл в этой команде, играя на позиции полузащитника, став капитаном команды и тренером клуба. За 12 лет в «Бенфике» Дамиан сыграл 76 матчей и забил 14 мячей, 5 раз выигрывал чемпионаты Лиссабона, включая три чемпионата подряд с 1911 по 1914 годы. Сыграл Дамиан и за сборные команды, представляя город Лиссабон и неофициальную сборную Португалии.
Ещё будучи игроком, Дамиан стал главным тренером «Бенфики», продолжал возглавлять клуб и по завершении игровой карьеры. Дамиан оставался на тренерском мостике «Бенфики» на протяжении 18 лет. Также был футбольным функционером, президентом клуба «Каса Пиа» и основателем футбольной газеты «О Спорт Лисбоа», директором которой он работал с 1913 по 1931 годы.

## Достижения
- Чемпион Лиссабона: 1909/10, 1911/12, 1912/13, 1913/14, 1915/16, 1916/17, 1917/18, 1919/20
- Обладатель Трофея трёх городов: 1913
- Обладатель Трофея четырёх городов: 1916
- Обладатель Трофея Пасхи: 1925